# Zingerone
Lo zingerone, o vanillilacetone, è uno dei componenti principali responsabili della piccantezza dello zenzero.
Lo zenzero fresco non contiene zingerone ma gingerolo. La cottura trasforma lo gingerolo in zingerone, attraverso una reazione retro-aldolica.